# Martinkó András
Martinkó András (írói álnév: Márton András; műfordítói álnév: Kismárton András) (Szuhogy, 1912. szeptember 22. – Budapest, 1989. február 1.) magyar irodalomtörténész, nyelvész, szótárszerkesztő, címzetes egyetemi tanár, az irodalomtudományok kandidátusa (1989), az irodalomtudományok doktora (posztumus).

## Életpályája
Mezőkövesden érettségizett. 1930-1935 között a budapesti egyetemen Eötvös-kollégistaként tanult magyar-francia szakon. 1938-tól Rozsnyón, Ungváron és Budapesten oktatott. A második világháború után a Vallás- és Közoktatásügyi Minisztériumban dolgozott. 1950-től a Magyar Tudományos Akadémia Nyelvtudományi Intézetében dolgozott. 1956-tól az ELTE idegen nyelvi lektorátusán dolgozott. 1959-1972 között az Irodalomtudományi Intézet főmunkatársa volt.
Sírja a Farkasréti temetőben található.
Kemény Zsigmond és Petőfi Sándor munkásságával foglalkozott; ismeretterjesztő előadásokat tartott.

## Művei
- Báró Kemény Zsigmond pályafordulata (1937)
- Vörösmarty Mihály. Nagyobb epikai művek (szerkesztette, Horváth Károllyal, 1963)
- A prózaíró Petőfi és a magyar prózastílus fejlődése (tanulmány, 1965)
- Elbeszélések a magyar irodalomból (antológia, 1965)
- A stílus és az irodalmi nyelv néhány kérdése a köznyelvi értelmező szótárakban (1966)
- Petőfi életútja (szerkesztette, 1972)
- Költő, mű és környezet (kérdőjelek a Petőfi-irodalomhoz) (1973)
- Petőfi Sándor összes költeményei (szerkesztette, Kis Józseffel, 1973)
- Petőfi Sándor összes prózai művei és levelezése (szerkesztette, 1974)
- Vörösmarty Mihály válogatott művei (szerkesztette, 1974)
- Vörösmarty Mihály összes költeményei (szerkesztette, 1978)
- Teremtő idők (tanulmányok, 1977)
- Vörösmarty Mihály költői művei (szerkesztette, 1981)
- Értjük vagy félreértjük a költő szavát? (tanulmány, 1983)
- Emlékeimből (1984)
- Vörösmarty Mihály: Zalán futása. Hősköltemény tíz énekben (szerkesztette, 1985)
- Vörösmarty Mihály költői művei (szerkesztette, 1987)
- Anyám egy napja (életrajz, 1987)
- Az Ómagyar Mária-siralom hazai és európai tükörben. Bevezetés és vázlat (1988)
- Vörösmarty Mihály: Versek (szerkesztette, 1993)
- A szó jelentése; előszó Kiefer Ferenc; LAZI, Szeged, 2001

## Műfordításai
- Alberto Moravia: A római lány (regény, 1958)
- René Barjavel: A mimóza bosszúja (elbeszélések, 1963)
- Robert Escarpit: A literatlon (kópéregény, 1965)

## Díjai, kitüntetései

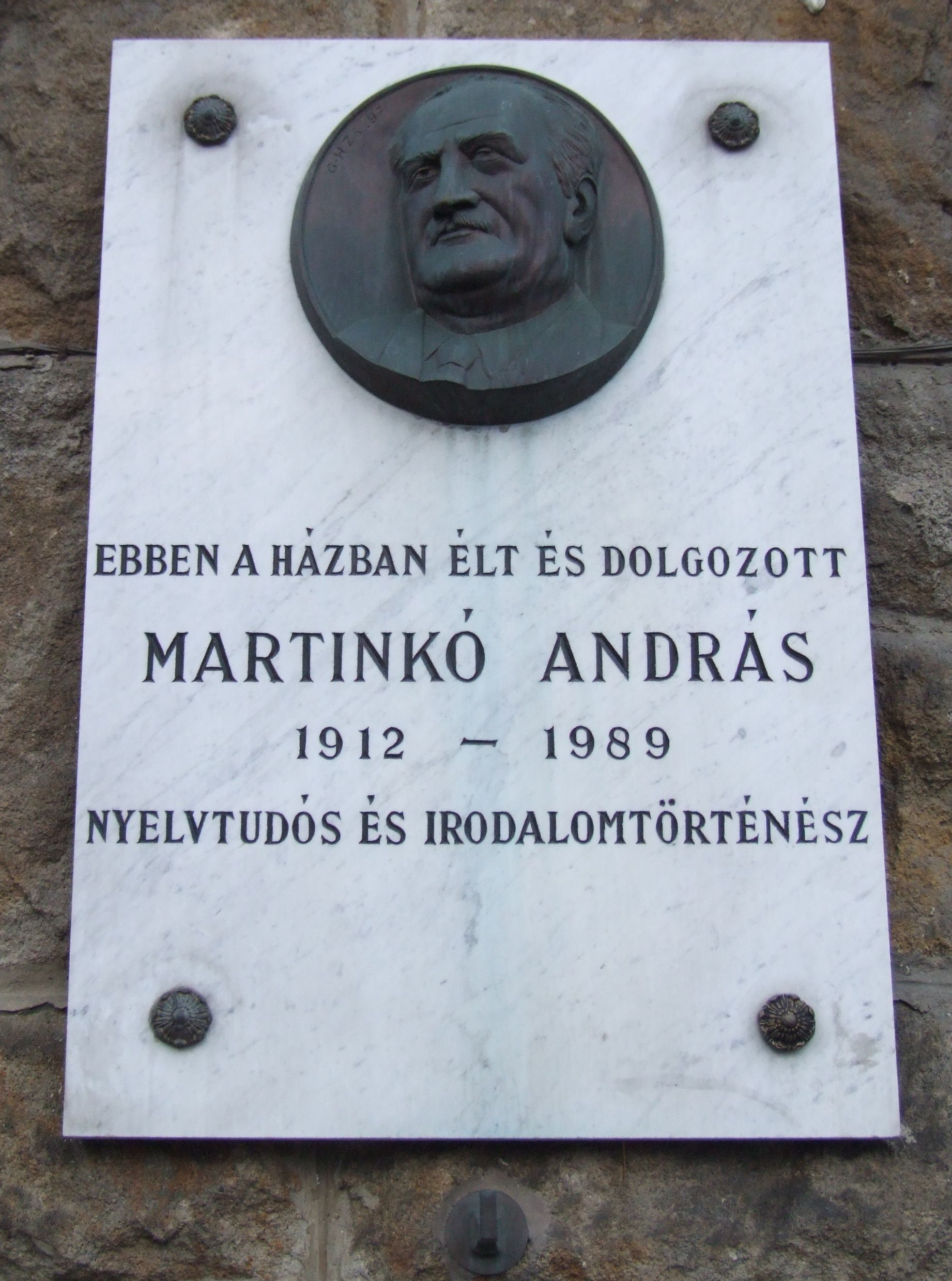
Emléktáblája Budapest I. kerületében

- Akadémiai Díj (1979)
- Toldy Ferenc-emlékérem (1982)[4]

## Emlékezete
- 1996-ban a Magyar Tudományos Akadémia megalapította a Martinkó András-díjat. Minden évben az előző év legjobbnak ítélt XIX. százados irodalomtörténeti tanulmányának írója kapja.
- Emléktáblát kapott Budapest I. kerületében.
- A 2010-es évek elején szülőfalujának Általános Iskolája fölvette nevét, illetve viseli mai napig, kisebb-nagyobb változásokkal. Martinkó András Általános Iskola (korábban), Szendrői Apáczai Csere János Általános Iskola Martinkó András Tagiskolája - Szuhogy (napjainkban).